# Марія Анна Австрійська (1683–1754)
Марі́я А́нна Йозе́фа Австрі́йська (нім. Maria Anna Josepha von Österreich, порт. Maria Ana Josefa de Áustria), (нар. 7 вересня 1683 — пом. 14 серпня 1754) — австрійська ерцгерцогиня з династії Габсбургів, донька імператора Священної Римської імперії Леопольда I та принцеси Нойбурзької Елеонори Магдалени, дружина короля Португалії Жуана V, мати королів Португалії Жозе I та Педру III.
Регентка Португалії у 1716 році, коли Жуан у нападі меланхолії усамітнився у Віла-Вісозі, а потім — у 1742—1750 роках під час його хвороби.
На її честь названий муніципалітет Маріана у штаті Мінас-Жерайс в Бразилії.

## Біографія

### Ранні роки
Марія Анна народилась 7 вересня 1683 року в Лінці, невдовзі після початку Великої турецької війни. Вона була п'ятою дитиною та третьою донькою в родині імператора Священної Римської імперії Леопольда I та його третьої дружини Елеонори Магдалини Нойбурзької. У липні 1683 батьки та двір, рятуючись від наступу османів, рушили із Відня до Пассау. На одній із зупинок на цьому шляху народилась Марія Анна. В той самий день польська армія, яка йшла на допомогу Леопольду, переправилася через Дунай та з'єдналася з імперськими військами та союзними контингентами. За кілька днів прийшла звістка про їхню перемогу. Облога з Відня була знята, і родина могла повернутися додому. Втім, війна з Османською імперією тривала аж до 1699 року, доки у січні не був підписаний Карловицький мир. Разом з тим, у 1688—1697 роках Священна Римська імперія брала участь у війні Аугсбурзької ліги.
Батько був відомий своєю схильністю до депресій і нерішучістю, хоча й брав постійно участь у збройних конфліктах. Мати мала вплив на керування державою, періодично вона виступала секретарем імператора, а також супроводжувала його на рейхстаг 1689 року. Мешкало сімейство у палаці Гофбург у Відні. Літня резиденція Шенбрунн постраждала від османського нашестя, і Леопольд звелів відбудувати палац, однак роботи почалися лише у 1696 році.
Марія Анна мала старших братів Йозефа та Леопольда й сестру Марію Єлизавету. Ще одна сестра померла немовлям до її народження. Від першого шлюбу батька мала також дорослу єдинокровну сестру Марію Антонію, яка у 1685 році взяла шлюб із курфюрстом Баварії Максиміліаном II. Згодом родина поповнилася п'ятьма молодшими дітьми, з яких вижили Марія Терезія, Карл, Марія Йозефа та Марія Магдалена.
Отримала добру для того часу освіту. Вільно володіла французькою, іспанською та італійськими мовами, а також латиною. Мала хист до музики, грала на кількох музичних інструментах, у тому числі, на клавесині. Під час придворних вистав виконувала в операх ролі, що вимагали вміння співати та танцювати.
У 1701 році, після кількох мирних років, почалася війна за іспанську спадщину, а у 1703 — повстання Ракоці в Угорщині.
У 1704 році виникла ідея шлюбу між Марією Анною та кронпринцом Португалії Жуаном. Ерцгерцог Карл як претендент на іспанський трон, перебуваючи в Лісабоні, запропонував королю Педру II оженити сина зі своєю сестрою. У Відні, дізнавшись про його ініціативу, ймовірний союз схвалили.
Батько ерцгерцогині помер у травні 1705 року. Мати більше не одружувалася і до кінця життя носила траурні сукні. Вона присвятила себе благодійності та продовжувала впливати на політику. Наступним імператором став старший брат Марії Анни, Йозеф. Елеонора Магдалена просила його дозволити жити з доньками у найнезручнішій частині двору, через свій понижений статус імператриці-вдови. Йозефу довелося докласти чимало зусиль, аби переконати мати залишитися в тих самих покоях, що й раніше. Свої коштовності та жіночі дрібнички вона поділила між Марією Анною та її сестрами.

### Шлюбне життя

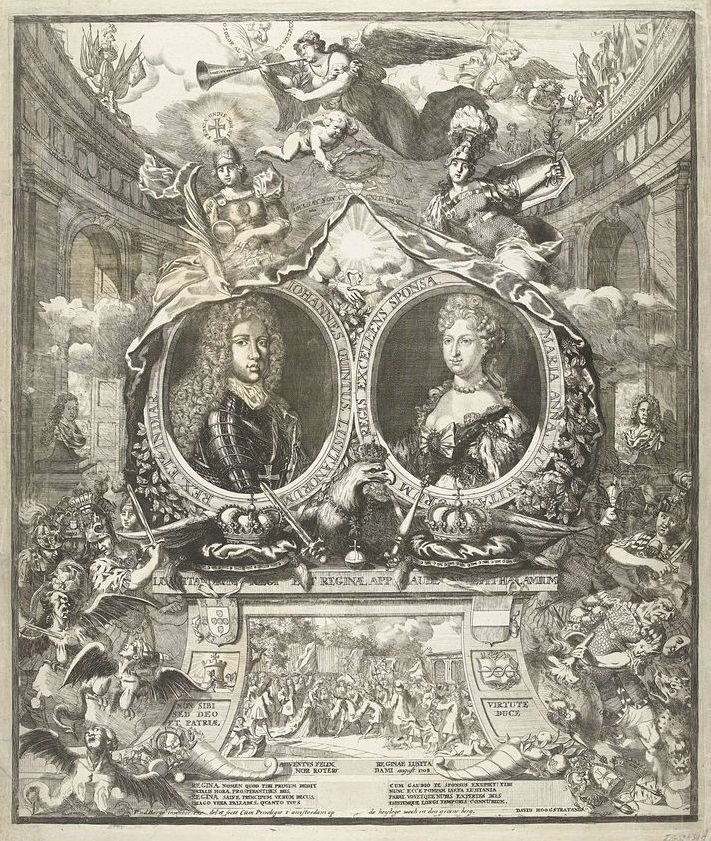
Гравюра Пітера ван дер Берге до весілля пари, 1708

У віці 25 років Марі Анна була видана заміж за 19-річного короля Португалії Жуана V. Союз мав на меті закріпити дружні стосунки між Габсбургами та Португальським королівством на фоні Війни за іспанську спадщину.
У 1707 році Жуан відправив за нареченою до Відня велику делегацію послів на чолі з Фернаном Телішем да Сілвою, яка прибула до столиці 21 лютого 1708 та вразила всіх своїми розкошами. Шлюб за домовленістю був укладений 9 липня 1708 в Соборі Святого Стефана у Відні. Нареченого представляв сам імператор Йозеф.
Ерцгерцогиня після цього вирушила морем до нової батьківщини. Кількість кораблей її почту в різних джерелах варіює з 11 до 18. Шлях прямував через Гаагу та Роттердам спочатку до Англії, де, через укладений португальсько-британський союз, Марія Анна була прийнята з великими почестями як португальська королева. 6 жовтня на кораблі «Royal Ann» під командуванням адмірала Георга Бінга вона відпливла з Портсмуту до Лісабону, куди прибула 16 числа.
Через незадовільне після морського плавання самопочуття, вона зійшла на берег тільки наступного дня, з великою пишністю відповідною обставинам. Блискучі вітальні вечірки тривали кілька днів, були влаштовані бої биків та імітація виверження Етни. До двору Марія Анна прибула у супроводі семи карет, хоча, згідно протоколу, було достатньо трьох. У книзі «Кохання в Португалії» її поява змальовувалася як «Маріанна Австрійська прибула зі своїми єзуїтами, своїми собаками, своїм неподобством, своїми голландськими клавесинами».
При дворі відразу заволоділа симпатіями, не дозволивши зятям цілувати собі руку. Антоніу Каетану де Соза змальовував її «дуже гарною, з дивовижним округлим обличчям, великими каріми очима, маленьким і пропорційним ротом, ідеальними зубами, з веселою фізіономією та надзвичайно приємною». Відмічали, що ерцгерцогиня говорила і писала «з чудовою пристойністю», а також цікавилася живописом і вишивкою й витончено танцювала. Згодом виявилося, що королева є відмінним мисливцем.
22 жовтня, в день народження Жуана, королівська пара здійснила урочистий в'їзд до столиці. Вінчання відбулося 27 жовтня 1708 у Лісабоні.
Офіційною резиденцією пари став палац Рібейра. Перші роки подружнього життя були щасливими, хоча й затьмарені відсутністю дітей. Жуан, хвилюючись за майбутнє династії, зустрівся з великим інквізитором Португалії, який запевнив його, що у випадку обіцянки збудувати для францисканців монастир у Мафрі, Марія Анна до кінця 1711 року народить дитину. Король погодився, і у грудні 1711 королева народила первістка-дівчинку, а згодом у подружжя з'явилося п'ятеро синів. Виконуючи обіцянку, Жуан віддав розпорядження про будівництво Мафрського монастиря. Базиліка була освячена у жовтні 1730 року.
Все це не могло стримати короля від безперервних любовних пригод. Між 1714 та 1720 роками у нього також народилися троє позашлюбних синів. Ймовірно, саме зовнішня терпимість королеви створювала видимість щасливого сімейного життя.

### Королева Португалії

Портрет Марії Анни пензля Жана Ранка, близько 1729 року

Практично весь період царювання Жуана V був мирним і відзначався абсолютистською пишністю. Марія Анна швидко зрозуміла, що португальський двір цінує красу та розкіш значно більше, ніж благочестя, яке поважалося у Відні. Сама вона, будучи набожною, часто займалася релігійними справами, засновувала монастирі та церкви, допомагала бідним. Багато уваги приділяла постачанню їжі дітям-сиротам з основних міст Португальського королівства, оскільки землеробство в країні дійшло до такого занепаду, що необхідні для споживання хліб і масло привозилися з інших країн, а в землеробських округах вироблялося лише вино.
Цікавилася усім, пов'язаним з морем, здійснювала прогулянки річкою Тежу разом із родиною та двором, часто відвідувала вечірки, влаштовані на річці та була присутньою при запуску нових кораблів. Не була байдужою до технічного прогресу. Так, у 1727 році відвідала Королівську скляну фабрику в Койні, засновану її чоловіком.
Реформувала двір, збільшивши сегрегацію між чоловіками та жінками, а також між слугами та господарями.
Сприяла культурному розвитку країни. Полюбляла музику та відвідувала концерти та оперні вечори в палаці Рібейра, інколи виконуючи самотужки невеликі арії, які присвячувала дітям. Запрошувала італійських оперних музикантів до Лісабону для пожвавлення музичного життя столиці. Підтримувала чоловіка у будівництві розкішних палаців та влаштуванні пишних свят. Були відомими її вечірки, що тривали по кілька днів, на які запрошувалася аристократія з усієї країни. Часто вони були приурочені до релігійних свят.
У травні 1742 року її чоловік переніс інсульт, після якого залишився частково паралізованим. Функції регента країни до його смерті виконувала Марія Анна. За думкою німецької дослідниці Бриґітте Гаманн, королева не мала відповідної кваліфікації, тому її управління призвело до негативних політичних та економічних наслідків для Португалії. За іншими даними, під час обох своїх регентств Марія Анна виявляла великі здібності, обережність та справедливість.
Під час її керування, Португалія в ході війни за австрійську спадщину у 1740—1748 роках залишилася нейтральною. У 1745 році посол у Лондоні Себаштіан де Карвалю був переведений до Відня для посередництва у суперечці між імператрицею Марією-Терезією та Святим Престолом. Місія дипломата завершилася великим успіхом, прославивши його на всю Європу. Королева протегувала де Карвалю й надалі, рекомендувавши його на посаду міністра вже під час правління сина.
31 липня 1750 року Жуан помер, і Марія Анна передала повноту влади їхньому старшому синові Жозе.

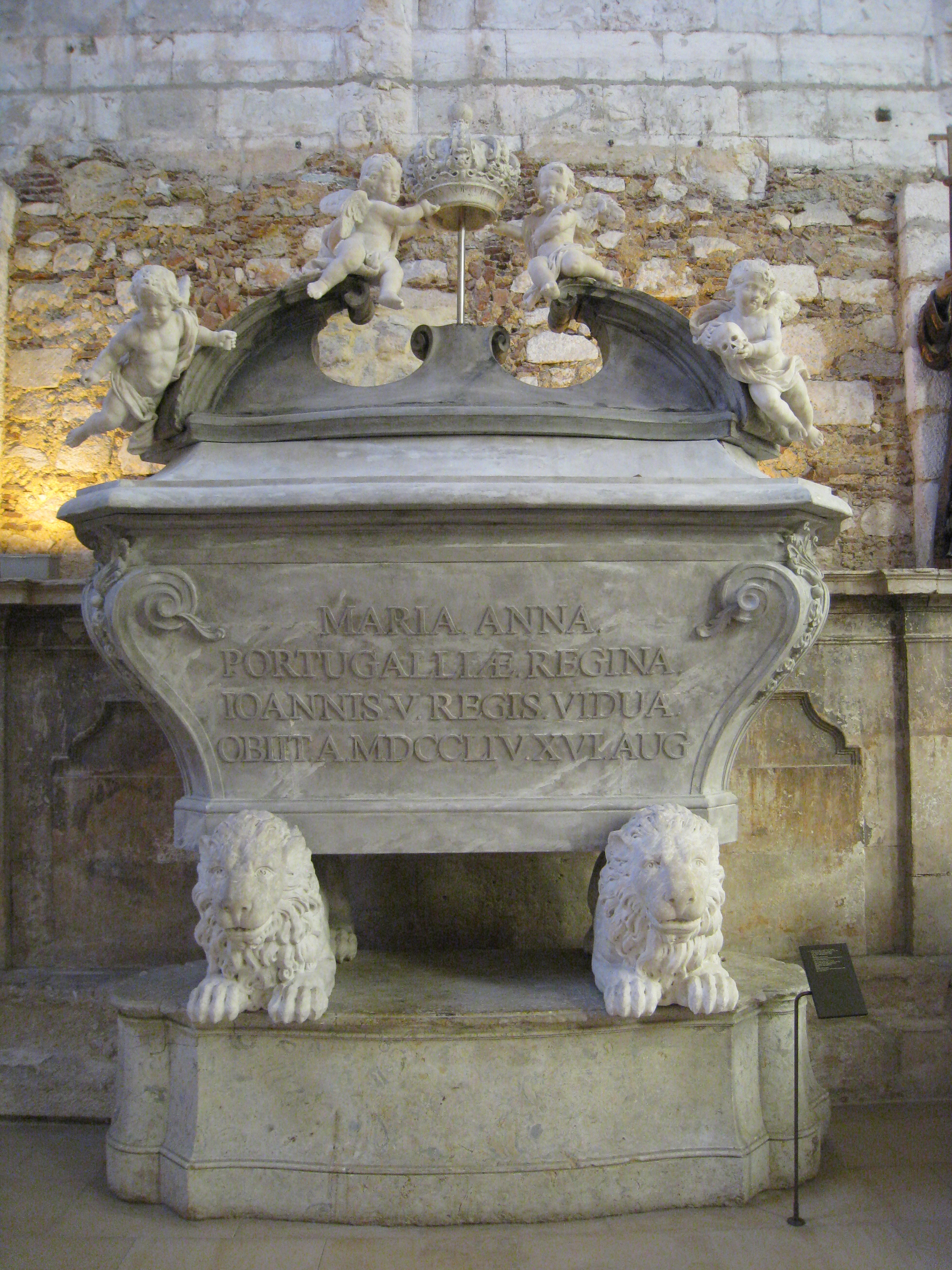
Гробниця в Карму

У 1750—1752 роках у Португалії відчувалася серія підземних поштовхів.
Королева пішла з життя у віці 70 років 14 серпня 1754 у Беленському палаці. Її тіло було поховане в заснованому нею монастирі Святого Йоанна Непомуцена, в той час як урна з її серцем, згідно заповіту, доставленим її сповідником до Відня, — встановлена у крипті Леопольда в Імператорському склепі Капуцинеркірхе. У 1780 році онука померлої, Марія I, вирішила перенести поховання бабусі до монастиря Сан-Вісенте-де-Фора. 23 липня труну було відкрито. Тіло Марії Анни виявилося нетлінним, що спричинило поширення розмов про її святість. За кілька днів прах було перепоховано у новій труні біля головного алтаря Сан-Вісенте-де-Фора. У 1855 році за наказом Фернанду II тіло королеви було перенесено до пантеону династії Браганса в монастирі Сан-Вісенте-де-Фора. Гробниця, в якій її прах спочивав у монастирі Святого Йоанна Непомуцена, була перенесена до Археологічного музею Карму в Лісабоні.
Наступного року після смерті Марії Анни відбувся Великий лісабонський землетрус, який спричинив пожежу та цунамі, через що загинули 90 тисяч осіб та були зруйновані 85 % будівель міста.

## Родина

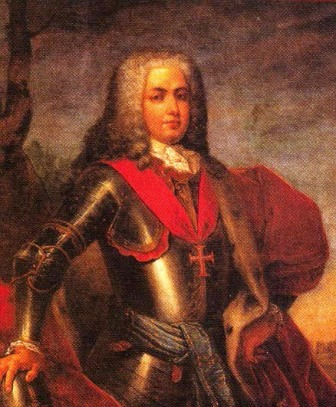
Портрет Жуана V

Чоловік —  Жуан V
Діти:
- Барбара (1711—1758) — дружина короля Іспанії Фернандо VI, дітей не мала;
- Педру (1712—1714) — прожив 2 роки;
- Жозе (1714—1777) — наступний король Португалії у 1750—1777 роках, був одружений з іспанською інфантою Маріанною Вікторією, мав четверо доньок;
- Карл (1716—1736) — герцог Бера, одруженим не був, дітей не мав;
- Педру (1717—1786) — король Португалії за правом дружини Марії I у 1777—1786 роках, мав шестеро дітей;
- Олександр (1723—1728) — прожив 5 років.

## Нагороди
- Орден Зіркового хреста (Священна Римська імперія).

## Титули
- 7 вересня 1683—27 жовтня 1708 — Її Королівська Високість Ерцгерцогиня Марія Анна Австрійська;
- 27 жовтня 1708—31 липня 1750 — Її Найвірніша Величність Королева Португалії й Алгарве;
- 31 липня 1750—14 листопада 1754 — Її Найвірніша Величність Королева-Мати Португалії й Алгарве.

## В культурі
- Є одним із персонажів роману «Спогади про монастир» (порт. Memorial do Convento) португальського класика Жозе Сарамагу.[20]